# Велбъжд (площад)
Площад „Велбъжд“ е централният площад на град Кюстендил. Ограден е от централния градски парк, сградите на Община Кюстендил, Пощенската палата, Туристическия информационен център.
Името „Велбъжд“ идва от укрепения средновековен град на мястото на днешния Кюстендил, приемник на античния град Пауталия.